# Pycnotropis madeira
Pycnotropis madeira är en mångfotingart som beskrevs av Golovatch, Vohland och Hoffman 1998. Pycnotropis madeira ingår i släktet Pycnotropis och familjen Aphelidesmidae. Inga underarter finns listade i Catalogue of Life.